# Żywoty budzisławskie
Żywoty budzisławskie – dwa źródła biograficzne, odnalezione rzekomo w końcu XIX wieku w starej kościelnej księdze metrykalnej we wsi Budzisław Kościelny koło Konina. Ich autentyczność jest sporna, przeważa jednak opinia iż są fałszerstwami.
Dokumenty składają się z żywota św. Benedykta męczennika, towarzysza Andrzeja Świerada, oraz Adelajdy, rzekomej siostry Mieszka I i matki króla Węgier Stefana I Świętego (postać uważana obecnie za fikcyjną).
Jedynym źródłem informacji o pochodzeniu żywotów jest relacja pochodzącego z Budzisławia Kościelnego historyka amatora Józefa Stanisława Pietrzaka (1882-1954). Ich odkrywcą miał być organista tamtejszej parafii, Walenty Korab-Kowalski (zm. 1900), przekładu zaś mieli dokonać w latach 1903-1905 Pietrzak oraz proboszcz ks. Marcin Makowski (1848-1905). Oryginalny, spisany po łacinie tekst, miał rzekomo zaginąć w trakcie I wojny światowej, a sporządzony przez Pietrzaka jego odpis został zniszczony podczas II wojny światowej, tak iż ostatecznie zachowało się tylko tłumaczenie. Jeszcze przed wojną Pietrzak miał dać oryginalny tekst żywotów do wglądu emerytowanemu nauczycielowi Ludwikowi Pierzchale, który na ich podstawie wydał w 1934 roku własnym sumptem broszurę Wszerad-Andrzej i Stojsław-Benedykt, najstarsi święci polscy.
Żywot Adelajdy ogłosił drukiem w 1953 roku na łamach Przeglądu Zachodniego (nr 9-10, r. IX) Józef Widajewicz. W następnym numerze (nr 10-11, r. IX) ukazał się artykuł Zofii Kozłowskiej-Budkowej, która zanegowała wartość historyczną źródła i uznała je za mistyfikację Pietrzaka. Żywot św. Benedykta ogłosił drukiem w 1957 roku Karol Górski. 
Wydawca żywota Adelajdy, Józef Widajewicz, uważał go za autentyczny. Karol Górski, który ogłosił żywot Benedykta, nie znajdując śladów na opisany w źródłach kult świętego w tamtejszej okolicy oraz podając w wątpliwość wiele informacji przedstawionych przez Pietrzaka i kwestionując jego kompetencje, uznał żywoty za wytwór piśmiennictwa hagiograficznego przełomu XVII i XVIII wieku (z amplifikacjami XX-wiecznymi, wynikającymi z braków warsztatowych tłumacza). Jednocześnie uznał, że podane w nich informacje nie mają z punktu widzenia historycznego żadnej wartości i są fikcją literacką. Zdaniem Zofii Kozłowskiej-Budkowej obydwa żywoty to mistyfikacja z początku XX wieku. Podobnego zdania jak Kozłowska-Budkowa był także Gerard Labuda.